# Gran Piemonte 2022
Il Gran Piemonte 2022, centoseiesima edizione della corsa, valevole come quarantottesima prova dell'UCI ProSeries 2022 categoria 1.Pro e come diciassettesima prova della Ciclismo Cup 2021, si è svolto il 6 ottobre 2022 su un percorso di 198 km, con partenza da Omegna ed arrivo a Beinasco, in Piemonte. La vittoria fu appannaggio dello spagnolo Iván García Cortina, che completò il percorso in 4h21'44", alla media di 45,39 km/h, precedendo lo sloveno Matej Mohorič ed il francese Alexis Vuillermoz.
Sul traguardo di Beinasco 144 ciclisti, sui 156 partiti da Omegna, portarono a termine la competizione.

## Squadre e corridori partecipanti
| N.      | Cod. | Squadra                         |
| ------- | ---- | ------------------------------- |
| 1-7     | BOH  | Bora-Hansgrohe                  |
| 11-17   | ADC  | Alpecin-Deceuninck              |
| 21-27   | AST  | Astana Qazaqstan Team           |
| 31-37   | TBV  | Bahrain Victorious              |
| 41-47   | BCF  | Bardiani-CSF-Faizanè            |
| 51-57   | BWB  | Bingoal Pauwels Sauces WB       |
| 61-67   | CJR  | Caja Rural-Seguros RGA          |
| 71-77   | COF  | Cofidis                         |
| 81-87   | DRA  | Drone Hopper-Androni Giocattoli |
| 91-97   | EFE  | EF Education-EasyPost           |
| 101-107 | EOK  | Eolo-Kometa Cycling Team        |
| 111-117 | IGD  | Ineos Grenadiers                |

| N.      | Cod. | Squadra                     |
| ------- | ---- | --------------------------- |
| 121-127 | IWG  | Intermarché-Wanty-Gobert    |
| 131-137 | ISN  | Israel-Premier Tech         |
| 141-147 | TJV  | Jumbo-Visma                 |
| 151-156 | LTS  | Lotto Soudal                |
| 161-167 | MOV  | Movistar Team               |
| 171-177 | QST  | Quick-Step Alpha Vinyl Team |
| 181-187 | BEX  | Team BikeExchange-Jayco     |
| 191-197 | DSM  | Team DSM                    |
| 201-207 | TEN  | TotalEnergies               |
| 211-217 | TFS  | Trek-Segafredo              |
| 221-227 | UAD  | UAE Team Emirates           |

## Ordine d'arrivo (Top 10)
| Pos. | Corridore           | Squadra       | Tempo    |
| ---- | ------------------- | ------------- | -------- |
| 1    | Iván García Cortina | Movistar      | 4h21'44" |
| 2    | Matej Mohorič       | Bahrain       | s.t.     |
| 3    | Alexis Vuillermoz   | TotalEnergies | s.t.     |
| 4    | Edoardo Zambanini   | Bahrain       | s.t.     |
| 5    | Alberto Bettiol     | EF            | s.t.     |
| 6    | Madis Mihkels       | Intermarché   | s.t.     |
| 7    | Corbin Strong       | Israel        | s.t.     |
| 8    | Andrea Bagioli      | Quick-Step    | s.t.     |
| 9    | Alessandro Covi     | UAE           | s.t.     |
| 10   | Frederik Wandahl    | Bora          | s.t.     |